# Focus (песня)
«Focus» (с англ. — «Сосредоточить») — песня американской певицы Арианы Гранде.
Вышла отдельным синглом в октябре 2015 года. В появившийся на прилавках в мае следующего, 2016 года третий альбом Арианы Гранде Dangerous Woman песня не вошла. (Точнее, на японских и только на японских изданиях альбома эта песня всё-таки есть, она добавлена как бонусный трек.)
Сайт Songfacts рассказывает:
Изначально предполагалось, что песня «Focus» будет лид-синглом с альбома Dangerous Woman (прим. перев.: лид-сингл — это сингл, выпуск которого предшествует выпуску альбома, куда эта песня входит), но потом её из альбома вырезали и включили только в его японскую версию в качестве бонусного трека. Место лид-сингла вместо неё занял титульный трек [альбома, песня «Dangerous Woman»].

## История создания
Ариана Гранде написала эту песню с сонграйтерами Саваном Котечей (из США), Ильёй и Петером Свенссоном (оба из Швеции). Спродюсировал запись Макс Мартин (тоже из Швеции). (Ранее Макс Мартин уже работал с Гранде. В частности, над хитами «Problem», «Break Free» и «Love Me Harder». Котеча, Илья и Мартин также были соавторами песни «Problem», а Петер Свеннссон, — бывший гитарист группы Cardigans, — соавтором песни «Love Me Harder».)

## Текст песни
Музыкальный сайт Songfacts пишет про смысл, который певица вкладывает в первые строки песни:
Эта дерзкая/нахальная песня открывается тем, что Гранде поёт: «Я знаю, что я пришла делать, и этого никто и ничто не изменит» (англ. I know what I came to do, and that ain’t gonna change). В одном видеоблоге она объяснила, что для неё эти слова наполнены реальным и сильным смыслом. «Что я пришла в этот мир сделать — это не только развлекать, но и любить, делиться, слушать, улучшать, учиться, делиться музыкой, делиться опытом, делиться чувствами, сделать так, чтобы люди чувствовали себя счастливыми и ощутили свою силу», — сказала певица.

«Дать людям почувствовать, что они не одни. Если бы я не пользовалась своим голосом, чтобы это делать, я бы чувствовала пустоту внутри», продолжила Гранде.
И про смысл, который она вкладывает в припев:
В припеве Гранде несколько раз просит: «Сфокусируйся/сосредоточься на мне» (англ. Focus on me).
«Когда я говорю «сфокусируйся на мне», я не прошу, чтобы я была в центре внимания. Я не прошу вас сфокусироваться на моем лице, моей одежде или моём теле или моем пении», — объяснила она. Под [словами] «сфокусируйся на мне», я буквально прошу сфокусироваться на мне. Сфокусироваться на том, что я есть и во что я верю».

«Чем больше мы фокусируемся друг на друге как людях, не на том, как мы выглядим, во что мы одеты, на нашем поле (our gender), нашей причёске, нашей сексуальной направленности, цвете нашей кожи», — продолжила Гранде, — «а фокусируемся друг на друге на уровне души, тем больше мы понимаем, как много у нас общего, тем больше мы слушаем друг друга, тем больше становимся одним целым».

## Участники записи

### Запись
- Записано в MXM Studios , Лос-Анджелес , США и Wolf Cousins Studios , Стокгольм , Швеция
- Сведено в MixStar Studios, Вирджиния-Бич , США
- Мастеринг в Sterling Sound , Нью-Йорк , США

### Управление
- Все права принадлежат MXM (администрируется Kobalt), Wolf Cousins (STIM), Warner Chappel Music Scand ( STIM ), Universal Music Corp./GRANDARIMUSIC (ASCAP)

### Персонал
- Ариана Гранде  - ведущий вокалист, автор песни
- Саван Котеча  - автор песен, вокал
- Макс Мартин  - автор песен, продюсер, программист
- Илья Салманзаде  - автор песни, продюсер, гитара, бас, клавишные, программирование, бэк-вокал
- Джонас Тандер - роговая аранжировка, саксофон
- Штеффан Финдин - тромбон
- Стефан Перссон - труба
- Jonne Bentlov – труба
- Peter Carlsson – перкуссия
- Peter Svensson – бас
- Джейми Фокс – бэк-вокал
- Sam Holland – запись
- Serban Ghenea – сведение
- Tom Coyne – мастеринг
- John Hanes - ассистент по сведению

## Музыкальное видео
Видео было выпущено 30 октября 2015 года. Режиссёром музыкального клипа стала Ханна Люкс Дэвис, которая также сняла клипы к песне Гранде «Love Me Harder» и совместному с другими исполнителями синглу «Bang Bang». В начале видео содержится скрытая реклама телефона Samsung Galaxy Note 5, в сцене где Ариана рисует стилусом на экране фразу "focus on me".
Музыкальное видео получило более 820 миллионов просмотров на YouTube , став пятой по популярности загрузкой на сайт.

## Живые выступления
Гранде в первые исполнила песню на Honda Stage в театре iHeartRadio в Лос - Анджелесе 30 октября 2015 года.. Она также исполнила песню на 2015 American Music Awards 22 ноября, ранжированных по Billboard , как лучшее выступление ночи. По словам Бруна Нессифа из E! Гранде привнесла в представление «старый голливудский гламур». Гранде исполнила «Focus» и кавер «Zero to Hero» на специальном рождественском параде в Дисней-парке (тематическом парке в Диснейуорлд), песня была добавлена в сет-лист для второго этапа Гранде.